# مويسيس فييرا دا فيغا
مويسيس فييرا دا فيغا (بالبرتغالية: Moisés Vieira da Veiga‏) هو لاعب كرة قدم برازيلي، ولد في 2 سبتمبر 1996 في Morro da Fumaça ‏ في البرازيل.